# Scottish Football League Second Division
De Scottish Football League Second Division was de 3de hoogste klasse in het Schotse voetbal na de Premier League en de First Division, tussen de invoering van het Schots voetbalsysteem in 1975 en 2013. De competitie werd opgevolgd door de Scottish League One.
De divisie bestond uit 10 teams die elkaar vier keer per seizoen bekampten. Als twee clubs op hetzelfde aantal punten eindigen en er moet beslist worden over promotie of degradatie werd er naar het doelpuntensaldo gekeken. Als dat geen uitspraak opleverde won de ploeg met de meeste goals.
Tot 2005 promoveerden de eerste twee en degradeerden de laatste twee clubs. Vanaf 2006 speelden de nummer 2, 3 en 4 een play-off met de nummer 9 uit de First Division. Het team dat in de Second Division negende eindigt speelde een play-off met drie teams uit de Third Division.

## Historisch overzicht
- Met tussen haakjes het aantal behaalde titels in de Scottish Football League Second Division.

| seizoen                                  | winnaar                                  | duels                                    | goals                                    | gem.                                     |
| Scottish Football League Second Division | Scottish Football League Second Division | Scottish Football League Second Division | Scottish Football League Second Division | Scottish Football League Second Division |
| ---------------------------------------- | ---------------------------------------- | ---------------------------------------- | ---------------------------------------- | ---------------------------------------- |
| 1975–1976                                | Clydebank (1)                            |                                          |                                          |                                          |
| 1976–1977                                | Stirling Albion (1)                      |                                          |                                          |                                          |
| 1977–1978                                | Clyde (1)                                |                                          |                                          |                                          |
| 1978–1979                                | Berwick Rangers (1)                      |                                          |                                          |                                          |
| 1979–1980                                | Falkirk (1)                              |                                          |                                          |                                          |
| 1980–1981                                | Queen's Park (1)                         |                                          |                                          |                                          |
| 1981–1982                                | Clyde (2)                                |                                          |                                          |                                          |
| 1982–1983                                | Brechin City (1)                         |                                          |                                          |                                          |
| 1983–1984                                | Forfar Athletic (1)                      |                                          |                                          |                                          |
| 1984–1985                                | Montrose (1)                             |                                          |                                          |                                          |
| 1985–1986                                | Dunfermline Athletic (1)                 |                                          |                                          |                                          |
| 1986–1987                                | Meadowbank Thistle (1)                   |                                          |                                          |                                          |
| 1987–1988                                | Ayr United (1)                           |                                          |                                          |                                          |
| 1988–1989                                | Albion Rovers (1)                        |                                          |                                          |                                          |
| 1989–1990                                | Brechin City (2)                         |                                          |                                          |                                          |
| 1990–1991                                | Stirling Albion (2)                      |                                          |                                          |                                          |
| 1991–1992                                | Dumbarton (1)                            |                                          |                                          |                                          |
| 1992–1993                                | Clyde (3)                                |                                          |                                          |                                          |
| 1993–1994                                | Stranraer (1)                            |                                          |                                          |                                          |
| 1994–1995                                | Morton (1)                               |                                          |                                          |                                          |
| 1995–1996                                | Stirling Albion (2)                      |                                          |                                          |                                          |
| 1996–1997                                | Ayr United (2)                           |                                          |                                          |                                          |
| 1997–1998                                | Stranraer (2)                            |                                          |                                          |                                          |
| 1998–1999                                | Livingston (1)                           |                                          |                                          |                                          |
| 1999–2000                                | Clyde (4)                                |                                          |                                          |                                          |
| 2000–2001                                | Partick Thistle (1)                      |                                          |                                          |                                          |
| 2001–2002                                | Queen of the South (1)                   |                                          |                                          |                                          |
| 2002–2003                                | Raith Rovers (1)                         | 180                                      | 500                                      | 2.78                                     |
| 2003–2004                                | Airdrie United (1)                       | 180                                      | 528                                      | 2.93                                     |
| 2004–2005                                | Brechin City (3)                         | 180                                      | 533                                      | 2.96                                     |
| 2005–2006                                | Gretna (1)                               | 180                                      | 539                                      | 2.99                                     |
| 2006–2007                                | Greenock Morton (1)                      | 180                                      | 548                                      | 3.04                                     |
| 2007–2008                                | Ross County (1)                          | 180                                      | 573                                      | 3.18                                     |
| 2008–2009                                | Raith Rovers (2)                         | 180                                      | 491                                      | 2.73                                     |
| 2009–2010                                | Stirling Albion (3)                      | 180                                      | 483                                      | 2.68                                     |
| 2010–2011                                | Livingston (2)                           | 180                                      | 577                                      | 3.21                                     |
| 2011–2012                                | Cowdenbeath (1)                          | 180                                      | 577                                      | 3.21                                     |
| 2012–2013                                | Queen of the South (2)                   | 180                                      | 590                                      | 3.28                                     |

Premiership · Championship · League One · League Two · Scottish Cup · Scottish League Cup

Amateurs · Schotse voetbalbond · Nationaal elftal